# Haslingden
Haslingden är en stad i grevskapet Lancashire i England. Staden ligger i distriktet Rossendale, cirka 26 kilometer norr om Manchester och cirka 25 kilometer sydost om Preston. Tätortsdelen (built-up area sub division) Haslingden hade 15 969 invånare vid folkräkningen år 2011.